# ISO/IEC 8859-14
ISO/IEC 8859-14:1998(Information technology — 8-bit single-byte coded graphic character sets — Part 14: Latin alphabet No. 8 (Celtic))은 ASCII 기반 표준 문자 인코딩의 ISO/IEC 8859 시리즈의 일부로서 1998년 첫 에디션이 출판되었다. 비공식적으로 Latin-8 또는 Celtic으로 호칭된다. 아일랜드어, 맨어, 스코틀랜드 게일어, 웨일스어, 콘월어, 브르타뉴어 등 켈트어파를 지원하기 위해 설계되었다.
CeltScript는 확장 Latin-8이라는 이름의 윈도우용 확장을 개발했다. 마이크로소프트는 코드 페이지 28604, 즉 Windows-28604를 ISO-8859-14에 할당했다.